# Tituly a vyznamenání Semjona Konstantinoviče Timošenka

Maršál Sovětského svazu S. K. Timošenko v uniformě zdobené řadou vyznamenání mj. Zlatou hvězdou Hrdiny Sovětského svazu a dvěma Leninovy řády.

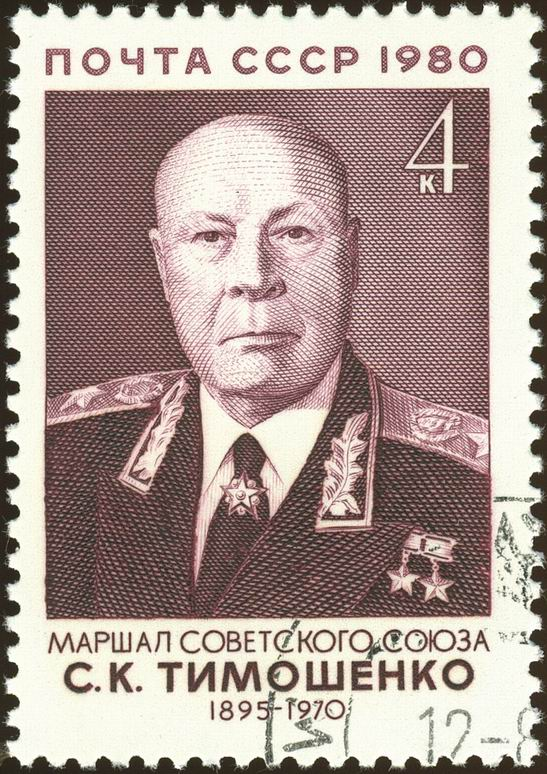
Sovětská poštovní známka z roku 1980 s podobiznou S. K. Timošenka v uniformě zdobené dvěma Zlatými hvězdami Hrdiny Sovětského svazu

Maršál Sovětského svazu Semjon Konstantinovič Timošenko obdržel během svého života řadu sovětských i zahraničních řádů a medailí. Mj. byl dvakrát vyznamenán čestným titulem Hrdiny Sovětského svazu.

## Vojenské hodnosti
- 20. listopadu 1935: sborový velitel[2]
- 28. července 1937: armádní velitel 2. stupně[3]
- 8. února 1939: armádní velitel 1. stupně[4]
- 7. května 1940: maršál Sovětského svazu

## Vyznamenání

### Ruská vyznamenání
- Kříž svatého Jiří IV. třídy – č. 38346 – za zásluhy posádky pevnosti Osovets, kteří se nejvíce vyznamenali během bombardování v době od 13. do 16. září 1914
- Kříž svatého Jiří III. třídy
- Kříž svatého Jiří II. třídy

### Sovětská vyznamenání

#### Čestné tituly
- Hrdina Sovětského svazu – 21. března 1940 a 18. února 1965

#### Řády
- Řád vítězství – č. 11, 4.  června 1946
- Leninův řád – 22. února 1938, 21. března 1940, 21. února 1945, 18. února 1965 a 18. února 1970
- Řád Říjnové revoluce – 22. února 1968
- Řád rudého praporu – 25. července 1920, 11. května 1921, 22. února 1930, 3. listopadu 1944 a 6. listopadu 1947
- Řád Suvorova I. třídy – 9. října 1943, 12. září 1944 a 27. dubna 1945

#### Medaile
- Medaile Za obranu Leningradu
- Medaile Za obranu Stalingradu
- Medaile Za obranu Kyjeva
- Medaile Za obranu Kavkazu
- Medaile za vítězství nad Německem ve Velké vlastenecké válce 1941–1945 1945
- Jubilejní medaile 20. výročí vítězství ve Velké vlastenecké válce 1941–1945 – 1945 – 1965
- Medaile Za vítězství nad Japonskem – 1945
- Medaile Za dobytí Vídně
- Medaile Za dobytí Budapešti
- Medaile Za osvobození Bělehradu
- Medaile 20. výročí dělnicko-rolnické rudé armády – 22. února 1938
- Medaile 30. výročí sovětské armády a námořnictva – 1948
- Medaile 40. výročí Ozbrojených sil SSSR – 1958
- Medaile 50. výročí Ozbrojených sil SSSR – 1968
- Pamětní medaile 800. výročí Moskvy – 1947
- Pamětní medaile 250. výročí Leningradu

### Zahraniční vyznamenání
- Československo
  -  Řád Bílého lva za vítězství
- Jugoslávie
  -  Řád partyzánské hvězdy I. třídy se zlatým věncem
- Mongolsko
  -  Medaile 30. výročí chalcyn-golského vítězství
- Rumunsko
  -  Řád Tudora Vladimireska I. třídy

## Eponyma
- Ulice maršála Timošenka (Улица Маршала Тимошенко) v Moskvě
- protiponorková loď Maršál Timošenko